# Charles Tharnæs
Charles Tharnæs, född 9 mars 1900, död 28 januari 1952, var en dansk skådespelare, regissör och manusförfattare.

## Regi i urval
- 1944 – Spurve under taget
- 1946 – Oktoberroser
- 1950 – Din fortid er glemt